# غوربان‌جاغال
شهرستان غوربان‌جاغال (به زبان مغولی: Гурванзагал сум، [Gurvanzagal sum]؛ ᠭᠤᠷᠪᠠᠨ ᠵᠠᠭᠠᠯ ᠰᠤᠮᠤ، [ɣurban jaɣal sumu]) در مغولستان است که در استان دارناد واقع شده‌است. غوربان‌جاغال ۵٬۲۵۲ کیلومتر مربع مساحت دارد.

## تقسیمات اداری
شهرستان غوربان‌جاغال متشکل از ۳ قصبه (باغ) می‌باشد، شامل:
- چاغان‌خوشو (مغولی: Цагаан хошуу баг، [Cagaan xošuu bag]؛ ᠴᠠᠭᠠᠨ ᠬᠣᠰᠢᠭᠤ ᠪᠠᠭ، [čaɣan qošiɣu baɣ])
- راشانت (مغولی: Рашаант баг، [Rašaant bag]؛ ᠷᠠᠰᠢᠶ᠋ᠠᠨᠲᠤ ᠪᠠᠭ، [rašiyantu baɣ])
- سومین‌بلاغ (مغولی: Сүмийн булаг баг، [Sumijn bulag bag]؛ ᠰᠤᠮᠤ ᠶᠢᠨ ᠪᠤᠯᠠᠭ ᠪᠠᠭ، [sumu-yin bulaɣ baɣ])